# Saprosites fruhstorferi
Saprosites fruhstorferi är en skalbaggsart som beskrevs av Renaud Maurice Adrien Paulian 1944. Saprosites fruhstorferi ingår i släktet Saprosites och familjen Aphodiidae. Inga underarter finns listade i Catalogue of Life.